# تریمباک
تریمباک (به انگلیسی: Trimbak) یک زیستگاه انسانی در هند است که در ناحیه ناسیک واقع شده‌است.

## خصوصیات
تریمباک ۹٬۸۰۴ نفر جمعیت دارد و ۷۵۰ متر بالاتر از سطح دریا واقع شده‌است.